# ذا أجندة (اللائحة)
برنامج ذا أجَندة مع ستيف بايكين ‏، أو بكل بساطة، برنامج ذا أجَندة (اللائحة)، انه برنامج تلفزيوني رائد في للشؤون الحاضرة على قناة تي في او أونتاريو (TVO)، وهي المذيع العام في أونتاريو، وقد صرح المقدم ستيف بايكين أن البرنامج يمارس الصحافة المطولة، ولا يغطي البرنامج في الحلقة الواحدة والتي تمتد لمدة لساعة أكثر من عنوانين.
ويُذاع البرنامج في أيام الأسبوع على TVO على الساعة 8:00 و 11:00 مساءً، وتتوفر الحلقات على حسب الطلب على الموقع الإلكتروني للبرنامج وأيضاً من خلال وسائل الإعلام على الهواتف الذكية.

## تاريخ البرنامج
أُعلن عن إنشاء البرنامج كجزء من تعديلات في البرمجة وإعادة تصميم الهيكل في القناة التلفازية TVO، وكان ذلك في يوم 29 يونيو 2006 ، وقد حل محل استوديو 2، وهو برنامج الشؤون الحاضرة الذي قدمه بايكين وبولا تود،  وحل ايضاً مكان برنامج المجلة الإخبارية لبايكين المسمى فورثه ريدينق، والذي استمر لعدد من السنوات كجزئية اسبوعية للنقاش من برنامج ذا أجَندة.
وفي عام 2012، أعادت قناة TVO إنشاء مجموعة هيكل البرامج الخاص بها، وفي ذلك الحين أنهت برنامجي الآن جريج في محادثة و أفكاراٌ كبيرة ،  وتمت تغطية بعض المحاضرات التي كان من الممكن أن يتم بثها عبر «أفكاراٌ كبيرة» ولكن بدلاً من ذلك بُثت على برنامج ذا أجَندا ، وكما ان الشبكة التلفازية كرست المزيد من الموارد لتوسيع البرنامج «كمحورٍ شامل متعدد المنصات للمشاركات المدنية في القضايا الكبيرة في الحاضر». 
والصحفي نام كيوانوكا هو المذيع البديل الأساسي للبرنامج في حالة تغيب بايكين، وهو المذيع المتفرغ الدائم للبرنامج في خضون موسم الصيف عندما يتم تصنيف العرض على أنه «ذا أجندة في الصيف» .
وكان العرض واحدًا من خمسة مرشحين في فئة «أفضل سلسلة إخبارية أو معلوماتية» لجوائز شاشة العرض الكندية لعام 2021، ورشح بايكين للمضيف أو المحاور في أخبار أو برنامج أو سلسلة المعلومات. 

## البرنامج
يُطلق على الإذاعة التي تُبث يوم الخميس اسم يور أجَندة (لأحتك)، وفي حين ذلك يمكن للمشاهدين المشاركة في الدردشات عبر الإنترنت أو تقديم آرائهم للمنتجين عبر تويتر، وفي عام 2010، قدمَ برنامج ذا أجندة «مقالا» كل أسبوع في حلقة يوم الخميس، تطول مدته إلى خمسة دقائق من قبل شخصيات مختلفة في بداية عرض الحلقة
وفي آخر يم خميس من كل نهاية شهر، يُبثُ «ذا أجَندة» مباشرةً مع ستيف بايكين من جامعة تورونتو وبتحديد من مركز مونك للدراسات الدولية، ومن هنالك يركز البرنامج على القضايا العالمية، ويأخذُ بايكين الأسئلة مباشرةً من الجمهور الحي (الجمهور الحاضر) أثناء البث، وقد يطرح المشاهدون الأسئلة على ضيوف البرنامج في محادثات (ما-بعد البرنامج) عبر الإنترنت.
وفي عام 2008 في شهر 9، بُثَ برنامج ذا أجَندة مباشرةً أمام الجماهير من شتى شرائح المجتمع في جميع أنحاء أونتاريو، وهي ميزة تسمى: على الطريق تُركز على اقتصاد هذا المجتمع، وتضمنت كل محطة وقوف من الجولة «مخيم الائحة» وهو منتدى مجتمعي عقد قبل يوم البث الإقليمي المباشر بيوم واحد، وإنطلق البرنامج في رحلة أخرى على الطريق في عام 2010 ليسئلوا الناس في الأقاليم الجنوبية الغربية والشرقية والشمالية من أونتاريو ان يساهموا بالأفكار حول أهم القضايا التي تواجه المقاطعة وعلى وجه التحديد منطقتهم وكيف تتعايش في الاقتصاد الجديد.
وفي أكتوبر 2009، إستضاف معهد بيريميتر في واترلو كبار علماء العالم في مهرجان كوانتوم تو كوزموس (Q2C)، كانت شركة تي في أو تي في أو (TVO) هي الشريك الإعلامي المقدم، وبُثت حلقات ذا أجَندة متضمنة في ذلك الأسبوع الجمهور الحي في مهرجان Q2C لمناقشة ومجادلة أحدث الأفكار حول عدد من القضايا في العلم مثل السفر عبر الفضاء ومستقبل الحوسبة والجينات (علم الوراثة) والروبوتات وأهمية العلم في عصر التشكيك.

## الموقع الإلكتروني
يوفر موقع ذا أجَندة الإلكتروني إمكانية الوصول إلى الحلقات الماضية، والبودكاست، ومدونات البرنامج المسمات في داخل اللائحة و العامود الخامس، وفوق ذلك ايضاً مدونة بايكين التي تتوفر مدونات الفيديو والجداول الزمنية للأحداث الرئيسية وشرائح العروض واستطلاعات الرأي والإحصاءات عبر الإنترنت.
 

## الروابط خارجية
- الموقع الرسمي
- Knelman، Martin (10 يناير 2016). "TVO's 'The Agenda' born again". تورونتو ستار. مؤرشف من الأصل في 2022-01-16. اطلع عليه بتاريخ 2016-01-10.